# Erichsonius
Erichsonius är ett släkte av skalbaggar som beskrevs av Fauvel 1874. Erichsonius ingår i familjen kortvingar.
Släktet innehåller bara arten Erichsonius cinerascens.